# Parascutops maculipennis
Parascutops maculipennis är en tvåvingeart som först beskrevs av Malloch 1926.  Parascutops maculipennis ingår i släktet Parascutops och familjen savflugor. Inga underarter finns listade i Catalogue of Life.